# Lo spirito delle leggi
Lo spirito delle leggi (De l'esprit des lois) è lo scritto più importante del filosofo francese Montesquieu. Frutto di quattordici anni di lavoro, Montesquieu pubblica la sua opera anonimamente nella Ginevra di Jean-Jacques Rousseau, nel 1748. Due volumi, trentuno libri, un lavoro tra i maggiori della storia del pensiero politico. Una vera e propria enciclopedia del sapere politico e giuridico del Settecento.
L'opera venne attaccata da gesuiti e giansenisti e messa all'Indice (Index Librorum Prohibitorum) nel 1751, dopo il giudizio negativo della Sorbona.

## Contenuto e temi
Nel libro XI de Lo spirito delle leggi, Montesquieu traccia la teoria della separazione dei poteri. Partendo dalla considerazione che il "potere assoluto corrompe assolutamente", l'autore analizza i tre generi di poteri che vi sono in ogni Stato: il potere legislativo (fare le leggi), il potere esecutivo (farle eseguire) e il potere giudiziario (giudicarne i trasgressori). Condizione oggettiva per l'esercizio della libertà del cittadino, è che questi tre poteri restino nettamente separati.
Montesquieu cercò di dimostrare come, sotto la diversità degli eventi, la storia abbia un ordine e manifesti l'azione di leggi costanti. Ogni ente ha le proprie leggi. Le istituzioni e le leggi dei vari popoli non costituiscono qualcosa di casuale e arbitrario, ma sono strettamente condizionate dalla natura dei popoli stessi, dai loro costumi, dalla loro religione e sicuramente anche dal clima. Al pari di ogni essere vivente anche gli uomini, e quindi le società, sono sottoposte a regole fondamentali che scaturiscono dall'intreccio stesso delle cose.
Queste regole non debbono considerarsi assolute, cioè indipendenti dallo spazio e dal tempo; esse al contrario, variano col mutare delle situazioni; come i vari tipi di governo e delle diverse specie di società. Ma, posta una società di un determinato tipo, sono dati i principi che non può derogare, pena la sua rovina. Ma quali sono i tipi fondamentali  in cui si può organizzare il governo degli uomini?
Montesquieu  ritiene che i tipi di governo degli uomini siano essenzialmente tre: la repubblica, la monarchia e il dispotismo.
Ciascuno di questi tre tipi ha propri princìpi e proprie regole da non confondersi tra loro.
Il principio che è alla base della repubblica è, secondo Montesquieu, la virtù, cioè l'amor di patria e dell'uguaglianza; il principio della monarchia è l'onore ossia l'ambizione personale; il principio del dispotismo, la paura che infonde nei cuori dei sudditi.
La repubblica è la forma di governo in cui il popolo è al tempo stesso monarca e suddito; il popolo fa le leggi e elegge i magistrati, detenendo sia la sovranità legislativa sia quella esecutiva.
Al polo opposto della repubblica vi è il dispotismo, nel quale una singola persona accentra in sé tutti i poteri e di conseguenza lede la libertà dei cittadini. Montesquieu fa trasparire profonda avversione per ogni forma di dispotismo, poiché sono le leggi a doversi conformare alla vita dei popoli e non viceversa.
Montesquieu fu grande ammiratore del sistema inglese. Infatti in Gran Bretagna regnava un sistema di separazione dei poteri che garantiva il più alto livello di libertà al mondo. A differenza di come spesso si dice, Montesquieu non aspira a traghettare in Francia il modello rappresentativo inglese. Egli si oppone all'assolutismo auspicando la riconquista di uno spazio per quei poteri intermedi di origine feudale, come i parlamenti, che detenevano il potere giudiziario in Francia e che l'avanzare dell'assolutismo aveva progressivamente svuotato. Il filosofo si pone così come difensore di istituzioni che avevano fatto il loro tempo, ma pur con uno sguardo nostalgico verso il passato egli apre la strada alla politica moderna perfezionando la teoria della separazione dei poteri già presente in Locke.
La tesi fondamentale - secondo Montesquieu - è che può dirsi libera solo quella costituzione in cui nessun governante possa abusare del potere a lui affidato. Per contrastare tale abuso bisogna far sì che "il potere arresti il potere", cioè che i tre poteri fondamentali siano affidati a mani diverse, in modo che ciascuno di essi possa impedire all'altro di esorbitare dai suoi limiti e degenerare in tirannia. La riunione di questi poteri nelle stesse mani, siano esse quelle del popolo o del despota, annullerebbe la libertà perché annullerebbe quella "bilancia dei poteri" che costituisce l'unica salvaguardia o "garanzia" costituzionale in cui risiede la libertà effettiva. "Una sovranità indivisibile e illimitata è sempre tirannica".
L'argomento della libertà è sicuramente molto importante, però questa parola, secondo il filosofo, è spesso confusa con altri concetti, come, ad esempio, quello dell'indipendenza. Nella democrazia sembra che il popolo possa fare quello che vuole, il potere del popolo è confuso così con la libertà del popolo; la libertà è infatti il diritto di fare ciò che le leggi permettono. Se un cittadino potesse fare ciò che le leggi proibiscono non ci sarebbe più libertà.
La libertà politica è quella tranquillità di spirito che la coscienza della propria sicurezza dà a ciascun cittadino; e condizione di tale libertà è un governo organizzato in modo che nessun cittadino possa temere un altro.
In ogni Stato vi sono 2 poteri: il potere legislativo, il potere esecutivo.
- In forza al primo, il popolo, o la nobiltà, hanno il diritto di fare le leggi o far abrogare quelle fatte dalla controparte.
- In forza al secondo, il monarca, fa eseguire rapidamente il potere legislativo e amministra la giustizia.

"Il potere corrompe, il potere assoluto corrompe assolutamente": partendo da questa considerazione Montesquieu  traccia la teoria della separazione dei poteri, analizzando in particolare il modello costituzionale inglese. Tale teoria, divenne, grazie all'opera di Montesquieu, una delle pietre miliari di tutte le costituzioni degli stati sorti dopo il 1789.
Montesquieu nei suoi scritti fa notare ai lettori i casi in cui si calpesta la libertà dei cittadini; il potere legislativo e quello esecutivo non possono mai essere accomunati sotto un'unica persona o corpo di magistratura, perché in tale caso potrebbe succedere che il monarca oppure il senato facciano leggi tiranniche e le eseguano di conseguenza tirannicamente. Neanche il potere giudiziario può essere unito agli altri due poteri: i magistrati non possono essere contemporaneamente legislatori e coloro che applicano – in qualità di magistrati – le leggi. Così, ovviamente i legislatori non possono essere contemporaneamente giudici: avrebbero un immenso potere che minaccerebbe la libertà dei cittadini.
Montesquieu sostiene la validità del sistema giudiziario francese, affidato ai parlamenti. Un'unica classe sociale, la nobiltà di Toga, detiene questo potere attraverso la venalità delle cariche che ne garantisce l'autonomia.
Montesquieu riflette inoltre sui rappresentanti del popolo. «Poiché, in uno Stato libero, qualunque individuo che si presume abbia lo spirito libero deve governarsi da sé medesimo, bisognerebbe che il corpo del popolo avesse il potere legislativo. Ma siccome ciò è impossibile nei grandi Stati, e soggetto a molti inconvenienti nei piccoli, bisogna che il popolo faccia per mezzo dei suoi rappresentanti tutto quello che non può fare da sé». Conviene quindi che gli abitanti si scelgano un rappresentante, capace di discutere gli affari, che possa dare voce al popolo nell'ambito del potere legislativo. La nazione è quindi espressa dai suoi rappresentanti, cittadini più interessati alla cosa pubblica, che devono informare sui bisogni dello stato, sugli abusi che si riscontrano e sui possibili rimedi. Sicuramente sarebbe molto più democratico dare la parola ad ogni cittadino, ma si incapperebbe in lungaggini e tutta la forza della nazione rischierebbe di essere arrestata per il capriccio di un singolo.
Inoltre è necessario che i rappresentanti siano eletti periodicamente e che ogni cittadino nei vari distretti abbia il diritto di esprimere il suo voto per eleggere il deputato. Montesquieu però prefigura una limitazione del diritto di voto, nega tale diritto a chi non è proprietario o in una situazione assimilabile a quella di proprietario, dotato di averi, quindi si basa su una marcata differenziazione di stratificazione sociale.
Tutto questo sembra limitativo, ma in seguito lo sviluppo del reddito reso possibile dalla società industriale, dai commerci, dall'artigianato imprenditoriale, farà aumentare il numero di cittadini rappresentanti interessati alla stabilità dello stato, permettendo gradualmente l'estensione del voto sino al suffragio universale.
Così Montesquieu spiega la divisione dei poteri e definisce le rispettive sfere di attribuzioni:
In questo modo Montesquieu conclude il suo libro:
(libro XI de Lo spirito delle leggi, Montesquieu)
Possiamo dire che lo studio che il giurista lascia delle istituzioni di popoli diversi e lontani nel tempo e nello spazio ha come intento fondamentale quello di identificare i fini in base ai quali gli uomini si organizzano in forme politiche e sociali originali. Esiste per l'autore un senso per ogni istituzione. Montesquieu vede lo stato come un organismo che tende alla propria autoconservazione, nel quale le leggi riescono a mediare tra le diverse tendenze individuali in vista del perseguimento di un obiettivo comune.
L'arte di creare una società e di organizzarla compiutamente è per Montesquieu l'arte più alta e necessaria, in quanto da essa dipende il benessere necessario allo sviluppo di tutte le altre arti.